# 逻辑电平
在數位電路，逻辑电平是数字信号的状态之一。尽管存在其他标准，但逻辑电平通常由信号和地之间的电压差表示。代表每个电平状态的电压范围取决于所使用的逻辑系列，例如電晶體－電晶體邏輯（TTL）和互補式金屬氧化物半導體（CMOS）。不同邏輯系列的電路可以使用邏輯電平轉換器連接。

## 兩態逻辑
在二进制逻辑中，二进制数1 和 0通常以逻辑高和逻辑低电平表示。使用這種邏輯的數碼電路可以借助布尔代数來進行設計或分析。

### 有效電平
數位電路可以選擇使用高或低电平来表示任一逻辑状态。这两个选项是高电平有效和低电平有效。在同一數位電路裏，高电平有效和低电平有效状态可以在不同功能上使用：例如，唯讀記憶體集成电路可能具有低电平有效的片选信号，但数据和地址位通常为高电平有效。通过反转啟用电平的选择来简化逻辑设计亦屬慣例（参见德摩根定律）。
| 逻辑电平 | 高电平有效信号 | 低电平有效信号 |
| -------- | -------------- | -------------- |
| 逻辑高   | 1              | 0              |
| 逻辑低   | 0              | 1              |

在進行邏輯設計時，人們會在低电平有效信号的名称加上上劃線，以将其与高电平有效信号区分开来。例如，名称Q ，读作“Q bar”或“Q not”，表示低电平有效信号。常用的约定有：
- 上劃線 ( Q )
- 前斜杠 (/Q)
- 小写的 n 前缀或后缀（nQ 或 Q_n）
- #后缀 (Q#)，或
- “_B”或“_L”后缀（Q_B 或 Q_L）。 [1]

數位電路中的许多控制信号都是低电平有效信号 （复位线、片选线等）。因為電晶體－電晶體邏輯（TTL）之类的逻辑系列更有能力把訊號拉到低電位，以至扇出和抗噪能力得以提升。如果逻辑门是带有上拉电阻的集电极开路，它还允许线接或逻辑。I²C总线和控制器局域网(CAN)，以及PCI 本地总线就應用了這個特性。
一些信号在两种电平下有不同含義。例如，標注为 R/ W的读/写线表示信号在高电平的情况下为读取，在低电平的情况下为写入。

### 逻辑电平电压
这两种逻辑电平通常由两种不同的电压表示，但在某些逻辑信号中也會使用两种不同的电流。每个逻辑系列都指定了各自的高阈值和低阈值。当电压或电流低于低阈值时，信号为“低”。当高于高阈值时，信号为“高”。中间值為未定义。
通常逻辑电平的电压會允许一些誤差；例如，0 到 2 伏可能代表逻辑 0，而 3 到 5 伏可能代表逻辑 1。而 2 到 3 伏的电压是無效的，仅會在逻辑电平转换期间或故障時出现。然而，很少逻辑电路可以检测到这种情况，大多数设备会以未定义或特定方式将信号简单地區分为高或低。一些逻辑器件包含施密特触发器，使信号在阈值区域内更易被區分，以應對输入电压的微弱变化。
| 技术 | L 电压          | H电压           | 笔记                                                    |
| ---- | --------------- | --------------- | ------------------------------------------------------- |
| CMOS | 0 V 至 1/3 V DD | 2/3 V DD至 V DD | V DD =电源电压                                          |
| TTL  | 0 V 至 0.8 V    | 2 V 至 V CC     | V CC = 5 V ±5%（7400 商用系列）或 ±10%（5400 军用系列） |

几乎所有數位电路对所有内部信号都使用一致的逻辑电平。但是，邏輯電平在不同系統中或有不同。連接兩個不同的邏輯系列時一般需使用某些特殊技巧，例如使用额外的上拉电阻或邏輯電平轉換器。邏輯電平轉換器能将一个使用某逻辑电平的數位电路连接到一个使用另一个逻辑电平的數位电路。通常會使用两个电平转换器以連接兩個不同的數位電路，每个數位电路一个：一个电平转换器會将内部逻辑电平转换为标准接口线路电平；另一个电平转换器會将标准接口电平转换为内部电平。
例如， TTL 电平与CMOS不同。通常，TTL 的输出电压不会升高到足以被 CMOS 穩定地识别为逻辑 1 的程度，尤其是当它连接到高输入阻抗 CMOS 输入时。 74HCT 系列器件的出現解决了这个问题，该器件使用 CMOS 技术，但采用 TTL 输入逻辑电平。这些器件仅适用于 5 V电源。
| 电源电压     | 技术           | 逻辑系列（例子）                  | 参考        |
| ------------ | -------------- | --------------------------------- | ----------- |
| 5V、10V、15V | 金属CMOS       | 4000, 74C                         | [ 4 ]       |
| 5V           | TTL            | 7400、74S 、74LS、74ALS、74F、74H | [ 5 ]       |
| 5V           | BiCMOS         | 74ABT、74BCT                      |             |
| 5V           | CMOS (TTL I/O) | 74HCT 、74AHCT、74ACT             | [ 6 ]       |
| 3.3V、5V     | CMOS           | 74HC 、74AHC、74AC                | [ 5 ] [ 6 ] |
| 5V           | LVCMOS         | 74LVC, 74AXP                      | [ 7 ]       |
| 3.3V         | LVCMOS         | 74LVC、74AUP、74AXC、74AXP        | [ 7 ]       |
| 2.5V         | LVCMOS         | 74LVC、74AUP、74AUC、74AXC、74AXP | [ 7 ]       |
| 1.8V         | LVCMOS         | 74LVC、74AUP、74AUC、74AXC、74AXP | [ 7 ]       |
| 1.5V         | LVCMOS         | 74AUP、74AUC、74AXC、74AXP        | [ 7 ]       |
| 1.2V         | LVCMOS         | 74AUP、74AUC、74AXC、74AXP        | [ 7 ]       |

## 三態邏輯
在三态逻辑中，输出信號可处于以下三种可能状态之一：0、1 或 Z，Z表示高阻抗。这不是逻辑电平，而是一個意味着該裝置没有控制所连接电路的状态。

## 四態逻辑
四態逻辑添加了第四个状态 X（“不关心”），这意味着信号的值不重要且未定义，或者可以隨意选择输出信号来简化逻辑设计（参见卡諾圖）。

## 九態逻辑
IEEE 1164定义了 9 种用于电子设计自动化的逻辑状态。该标准包括强和弱驱动信号、高阻抗以及未知和未初始化状态。

## 多層單元
在固态存储裝置中，多層單元使用多个电压存储数据。在一个单元中存储 n 位元需要设备可靠地区分 2 n 个不同的电压电平。

## 线路编码
傳輸碼可以使用多于两种状态来更有效地進行數據編碼。例子包括以太网使用的MLT-3 编码和脉冲幅度调制。

## 外部链結
- 正逻辑（高电平有效）和负逻辑（低电平有效） （页面存档备份，存于）
- 基于埃因霍温飞利浦半导体系统实验室 Herman Schutte 所做工作的基于 MOSFET 的简单逻辑电平转换或电平转换 （页面存档备份，存于）